# Tenovo
Tenovo (en macédonien Теново, en albanais Tenova) est un village du nord-ouest de la Macédoine du Nord, situé dans la municipalité de Brvenitsa. Le village comptait 1602 habitants en 2002. Il est majoritairement albanais.

## Démographie
Lors du recensement de 2002, le village comptait :
- Albanais : 1 395
- Macédoniens : 210
- Autres : 1